# Rosie Boote
Rosie Boote (1878 – Londra, 17 agosto 1958) è stata un'attrice e cantante irlandese, conosciuta come Gaiety Girl.

## Biografia
Le sue origini non sono note, alcuni sostengono che nacque in Irlanda altri, invece, da genitori irlandesi in Inghilterra. Si diceva che avesse frequentato una scuola conventuale a Clonmel.

## Carriera
Nel 1896 il regista teatrale irlandese George Edwardes fece debuttare Rosie a Londra, nella commedia The Runaway Girl. Divenne popolare in The Messenger Boy.

## Matrimonio
Sposò, l'11 aprile 1901, Geoffrey Taylour, IV marchese di Headfort (12 giugno 1878-29 gennaio 1943), contro il volere della sua famiglia. Lord Headfort si dimise dalla sua carica militare per sposare Rosie e si convertì al cattolicesimo romano subito dopo essersi sposati. Ebbero tre figli:
- Terence Taylour, V marchese di Headfort (1 maggio 1902-24 ottobre 1960);
- Lord William Desmond Taylour (3 gennaio 1904-2 dicembre 1989)[2][3];
- Lady Millicent Olivia Mary Taylour (?-24 dicembre 1975)[4], sposò Henry Frederic Tiarks, ebbero un figlio.

## Morte
La coppia visse principalmente nella residenza di famiglia nella contea di Meath. Prese parte alle incoronazioni di tre re nell'Abbazia di Westminster. Rimase vedova nel 1943 e morì nel 1958, all'età di 80 anni, a Londra.
I ritratti del marchese e della marchesa dell'artista Sir William Orpen sono stati battuti all'asta da Sotheby's a Londra nel 2012.